# Lago Azul (Itália)
O Lago Azul (em italiano:  Lago Blu) é um lago de montanha nos Alpes Peninos, localizado não muito longe da estação de esqui de Breuil-Cervinia, em Valtournenche, Vale de Aosta, Itália.

O lago está situado a uma altitude de 1.980 metros acima do nível do mar. Suas águas cristalinas são conhecidas por refletir o Matterhorn.